# 張作錦
張作錦（1932年4月4日—），江苏徐州人，是台灣媒體人，曾為《聯合報》黑白集主筆，筆名金刀、龔濟。1962年，張作錦從國立政治大學新聞學系畢業後進入《聯合報》，歷任記者、採訪副主任、採訪主任、副總編輯和總編輯。任紐約《世界日報》總編輯七年，回台灣後任《聯合晚報》、《聯合報》社長。2001年11月改任《聯合晚報》副董事長，2003年3月31日從聯合報系退休，現專事寫作，擔任《聯合報》顧問。

## 荣誉

### 中华民国勋章奖章
- 二等景星勋章（2016年5月4日于台北总统府颁授[3]）

### 奖项
1. 2001年（民國90年）：中山文藝獎
2. 2011年（民國100年）：真善美新聞獎「終身成就獎」
3. 2015年（民國104年）：總統文化獎（這是新聞界首次獲得此獎）[4]